# Л.П. Трунку Реале (Сасари)
Л.П. Трунку Реале је насеље у Италији у округу Сасари, региону Сардинија.
Према процени из 2011. у насељу је живело 82 становника. Насеље се налази на надморској висини од 63 м.